# Санта-Марія-Нуова
Санта-Марія-Нуова (італ. Santa Maria Nuova) — муніципалітет в Італії, у регіоні Марке,  провінція Анкона.
Санта-Марія-Нуова розташована на відстані близько 195 км на північ від Рима, 22 км на південний захід від Анкони.
Населення — 4213 осіб (2014).
Щорічний фестиваль відбувається 13 червня. Покровитель — Sant'Antonio di Padova.

## Демографія
Населення за роками:

Станом на 1 січня 2023 року в муніципалітеті офіційно проживали 293 іноземці з 34 країн, серед них 65 громадян країн Євросоюзу та 4 громадяни України.

## Сусідні муніципалітети
- Філоттрано
- Єзі
- Озімо
- Польвериджі